# Please... Die!
Please... Die! är det svenska thrash metal-bandet Carnal Forges tredje studioalbum. Det släpptes i oktober 2001 på Century Media Records. Skivan gavs även ut 2003 i Japan.
Inför denna skiva hade basisten Petri Kuusisto bytt instrument till gitarr. Basen togs över av Lars Lindén, som tidigare jobbat med bandet som studiotekniker och producent.

## Låtlista
1. "Butchered, Slaughtered, Strangled, Hanged" – 2:28
2. "Hand of Doom" – 3:50
3. "Fuel for Fire" – 2:01
4. "Totalitarian Torture" – 3:02
5. "Everything Dies" – 2:57
6. "Slaves" – 2:16
7. "Welcome to Your Funeral" – 3:35
8. "Please... Die! (Aren't You Dead Yet?)" – 2:20
9. "Becoming Dust" – 3:19
10. "No Resurrection" – 2:37
11. "A World All Soaked in Blood" – 3:08
12. "A Higher Level of Pain" – 5:36

## Medverkande
Musiker
- Jonas Kjellgren – sång
- Jari Kuusisto – gitarr
- Petri Kuusisto – gitarr
- Lars Lindén – basgitarr
- Stefan Westerberg – trummor

Produktion
- Pelle Saether – inspelningstekniker
- Jonas Kjellgren – inspelningstekniker
- Lars Lindén – inspelningstekniker, omslagskonst
- Ulf Horbelt – mastering
- Martin Schulman – låttext
- Jonas Bilberg – foto